# Heimerlmühle
Heimerlmühle ist ein Ortsteil der Stadt Neunburg vorm Wald im Landkreis Schwandorf in Bayern.

## Geographie
Heimerlmühle liegt circa fünf Kilometer westlich von Neunburg vorm Wald am Berlingbach, der etwa drei Kilometer weiter südlich entspringt und weiter nördlich in die Schwarzach mündet.

## Geschichte
Heimerlmühle wurde 1862 von Lengfeld aus gegründet.
Am 23. März 1913 war Heimerlmühle Teil der Pfarrei Neunburg vorm Wald, bestand aus einem Haus und zählte acht Einwohner.
Am 31. Dezember 1990 hatte Heimerlmühle einen Einwohner und gehörte zur Pfarrei Neunburg vorm Wald.

## Kultur und Sehenswürdigkeiten
Heimerlmühle ist bekannt für sein Pferdegestüt mit Ferienhof das Wanderreiten und Reitferien für Kinder anbietet.